# PlayTV
PlayTV es un canal de televisión por cable brasileño perteneciente a los empresarios Jaime Egídio Ferreira Junior y Alexandre Zalcman. Fue inaugurado el 5 de junio de 2006 en sustitución de Rede 21 en sociedad con el Grupo Bandeirantes, en su mayor parte. Tras la finalización del contrato con el grupo, pasó a ser un canal cerrado siendo transmitido por la mayoría de los operadores de TV por pago. Su programación inicial era focalizada en información sobre música, películas, animes y juegos. Actualmente, el canal transmite programas de contenido étnico, con enfoque a la iniciativa empresarial.
En febrero de 2020, el canal fue vendido a Walter Abrahão Filho, y la estación salió del aire el 15 de mayo, dando paso a TV WA .
El 4 de octubre de 2022, PlayTV, a través de su perfil en la red social Twitter, anuncia el regreso del canal para el día 5 del mismo mes, ocupando la misma frecuencia que ocupaba TV WA.

## Historia
En 2003, la productora Gamecorp (antes G4), inició una sociedad con la Rede Bandeirantes para producir programas destinados a videojuegos, que sería ampliada en 2005 con la transmisión de sus programas por Mix TV .
En 2006, Rede 21 atravesaba una grave crisis financiera tras su ampliación a cadena nacional, que culminó con varios despidos, extinciones de programas y venta de franjas horarias. La solución fue arrendar parte de la programación a Gamecorp, iniciando PlayTV el 5 de junio. El espacio elegido fue de 17 a 22 horas, mientras que el resto del horario estuvo ocupado por atracciones y programas de televenta del Grupo Bandeirantes . Hasta 2008 dejó de utilizarse el nombre Rede 21, pero la estación siguió perteneciendo a Bandeirantes.
Desde el principio, la estación estuvo en una feroz disputa con MTV Brasil, ganándola varias veces y tomando la delantera en la gama UHF en noviembre. Parte de su éxito se debió a la programación musical, lo que obligó al competidor a reducir las inversiones en videoclips a partir de 2007. Además del anime, el buque insignia de la emisora fue Combo Fala + Joga, que alcanzó picos de hasta 5 puntos en el Ibope de la Región Metropolitana de São Paulo .
El primer anime que se emitió en el canal fue The Knights of the Zodiac, el día que debutó el canal, continuando la transmisión del anime en su canal predecesor. El anime permaneció en la programación del canal hasta febrero de 2008. En 2007, PlayTV debutó con Otacraze, un bloque que transmitía títulos de anime con licencia de Cloverway. PlayTV emitió varios animes en bloque hasta 2008. Títulos como Ranma ½, Trigun, Samurai Champloo y Love Hina fueron exhibidos por Otacraze. También anunciaron Heat Guy J y Gungrave, pero nunca se emitieron. Con el final de Otacraze en 2008, se estrenaron otros animes en PlayTV fuera del bloque. El canal comenzó a mostrar Yu Yu Hakusho y Monster Rancher, además de la animación británica Legend of the Dragon .
Entre el 30 de marzo de 2007 y el 8 de julio de 2008 la emisora estuvo presente en la frecuencia 1240 MHz horizontal del satélite Brasilsat B4 (hoy utilizado por Rede 21 en Star One C2 ), anteriormente utilizado para la transmisión de TV Jockey. El canal pasó a transmitirse en dos frecuencias en el primero y ya también se transmitía en la frecuencia horizontal 4087 del satélite Brasilsat B3 (Brasilsat B4). La frecuencia donde estaba PlayTV en el satélite Brasilsat B4 (Star One C2) pasó a ser utilizada para la visualización de reportajes, aunque la frecuencia permanece con la emisora.
El 8 de julio de 2008, Rede 21 volvió al aire tras el incumplimiento de contrato entre el Grupo Bandeirantes y Gamecorp, cuyos socios eran el Grupo Oi —antes " Telemar "— y Fábio Luís Lula da Silva . Se suponía que la sociedad duraría diez años, sin embargo, el Grupo Bandeirantes, no satisfecho con el canal, decidió no renovar el contrato con la empresa que creaba los programas que se mostraban en PlayTV, por lo que el fin de PlayTV y el regreso de " Rede 21 " se hizo seguro, que reemplazó la programación del canal en la frecuencia 21 UHF de São Paulo .

### Segunda fase (2008-2020)
Luego de que sus programas abandonaran la parrilla de programación de la TV abierta, el canal se transmitió temporalmente vía internet streaming . El 11 de noviembre de 2008, la estación fue relanzada y pasó a estar disponible a través de TV paga, ocupando los canales 86 de Sky y 13 de NET en Brasilia .
En su nueva etapa, la estación dejó temporalmente de transmitir anime y pasó a enfocarse completamente en contenido geek y musical, estrenando los programas MOK, GO Game, Cine Play, Vitamina, Pop Up, Game Over, Intersistência (que años más tarde se convertiría en musical track dividido en varios géneros) , Urugudi, Ponto Pop, Ponto K-pop, Super Fight, Bunka Pop, Geek Tour Adventures y otros , además de traer los programas Combo Fala + Joga, Vale 10 y Playhit de TV abierta.  Firmó una sociedad con algunos canales de YouTube, mostrando sus respectivos contenidos como Qu4tro Things, Miolos Fritos, Pipocando, Manual do Mundo y Caverna do Caruso . También transmitió algunas series como <i id="mwsg">Mateus, el Escribano</i>, Hoy Desafío al Mundo Sin Salir de Mi Casa, Show Policial, Os Amargos, História do Rock Brasileiro y Hackers .
A fines de 2013, la cadena anunció el regreso del anime a la parrilla, que había ensayado en 2010. En marzo de 2014, PlayTV reveló los nombres de los dos primeros animes que regresarían a la grilla y ocuparían las tardes: Bleach y Death Note, ambos mostrados anteriormente en los extintos canales Animax y Sony Spin . PlayTV todavía tenía planes para adquirir nuevos animes en el futuro. PlayTV anunció la negociación del anime Naruto Shippuden a fines de 2014, pero la adquisición solo se confirmó oficialmente en enero de 2015, cuando el canal confirmó el estreno del anime a través de cortes comerciales. El mismo día, terminó confirmando también el debut de Yu-Gi-Oh! en el canal La fecha y hora de estreno se confirmaron dos meses después a través del sitio web oficial del canal. En noviembre de 2015, PlayTV anunció nuevos episodios de Bleach y Naruto Shippuden para 2016, además de anunciar la negociación de un nuevo anime para ser mostrado en el mismo año. Sin embargo, debido al bajo retorno económico que estaba experimentando el canal, el proyecto de los nuevos títulos terminó abortado. El 9 de marzo de 2017, el anime Naruto Shippuden y Bleach abandonaron la programación de PlayTV debido a la finalización del contrato de exhibición de las dos series, manteniendo solo a Yu-Gi-Oh en la programación. El 10 de junio, Bleach regresa a la programación de PlayTV.
En 2018, el canal dejó de mostrar anime en la programación debido a la finalización del contrato, además de la crisis financiera que asoló la estación. En 2019, tras un año sin emitir el anime, la emisora estrena Re:Zero y Darling in the Franxx, dentro del bloque Mais Geek . La noticia es el resultado de la asociación con Crunchyroll, hasta el final del canal en 2020, habiéndose completado los episodios en TV WA .

#### Fin de emisiones, cambio de nombre y foco
El 15 de mayo de 2020, el canal tuvo importantes cambios de programación luego de ser vendido, cambiando su nombre a TV WA, eliminando gran parte del contenido geek de la programación y comenzando a enfocarse en contenido variado. A pesar del final del canal, algunas atracciones aún permanecieron en la programación diaria en horarios alternativos y mediante reposiciones.

### Tercera fase (2022-presente)
El 4 de octubre de 2022, las redes sociales de PlayTV anunciaron el regreso del canal, sin dar más detalles para el día siguiente (5 de octubre), a las 18 h, con programación experimental. Según el anuncio, la emisora regresa a la televisión por cable utilizando las frecuencias que antes ocupaba TV WA, ya que su canal sucesor atravesaba un proceso de desmantelamiento de su programación con la extinción de varios atractivos, además de despidos y ventas de franjas horarias desde enero. En su nueva etapa, la emisora comenzó a apostar por una programación más generalista, alejándose de los contenidos geek que la popularizaron, centrándose por completo en el emprendimiento y los viajes, además de retomar la exhibición de videoclips y algunas reposiciones antiguas, manteniendo la local para iglesias, la joyería Medalhão Persa y el Agro Canal .

## controversias

### caso gamecorp
El asunto involucró disputas entre Grupo Bandeirantes y Gamecorp.
En virtud de la resolución de la SeAC impuesta por Anatel para que los canales que emitieran producciones nacionales obtuvieran cuotas, con lo cual a estos canales se les asignaría obligatoriamente una determinada cantidad para sumarse a los operadores de televisión del país. Con eso, el canal salió de Sky, que afirmó que el canal no estaba calificado como "superbrasileiros", lo que provocó que el canal perdiera gran parte de sus espectadores. Para ingresar nuevamente a SKY, compró algunas producciones independientes, devolviéndolas como un "canal brasileño de espacio calificado". Poco después, el canal también ingresó a los paquetes básicos de NET, poniéndolo a disposición de más de 14 millones de usuarios.

### Eliminatorias a la Copa del Mundo, Recopa y Campeonato Catarinense
A principios de 2021, el canal adquirió los derechos para transmitir todos los partidos de las Eliminatorias para la Copa Mundial de la FIFA 2022, en los que transmitiría los 56 partidos restantes de las selecciones sudamericanas en exclusiva (con excepción de los partidos que involucran a las selecciones de Brasil y Argentina como protagonistas)., que compartiría transmisiones con SporTV ). Este acuerdo firmado con la empresa española Mediapro generó controversia en los medios, principalmente en cuanto al patrimonio de TVWA, que se estipuló en R$ 6,5 millones, 10 veces menos que el monto firmado con la productora, que fue de US$ 11 millones (R$ 60 millones). El 5 de marzo, la emisora pierde los derechos de transmisión por no cumplir con un requisito que era compartir los derechos de transmisión, a pesar de los intentos fallidos de sublicenciarla a TV Globo y Rede Bandeirantes . Además, el canal fue acusado de mora por no pagar la primera cuota de la compra.
La emisora también adquirió la Recopa Catarinense 2021 y el Campeonato Catarinense del mismo año, cubriendo algunos partidos en vivo. Sin embargo, el 3 de abril, el partido entre Joinville y Chapecoense que iba a ser transmitido por el canal terminó sin ser transmitido sin previo aviso. El motivo, sin embargo, fue la falta de pago al SC Clubes, que suspendió el contrato a pesar de los intentos fallidos de negociar las cuotas.

### Mala calidad de programación.
El 12 de marzo de 2021, el programa Virando o Jogo, presentado por Leandro Quesada, fue retirado del aire sin mayores explicaciones. A poco de finalizar el programa, que duró apenas un mes al aire, el equipo deportivo denunció la mala calidad técnica de la entonces TVWA, que hasta ese momento aún no había lanzado su señal en alta definición (HDTV), además de acusando al canal de boicotear el programa, sin ningún tipo de publicidad.